# Melitón Porras Osores
Melitón Francisco Porras Osores (Lima, 26 de octubre de 1860 - ibídem, 5 de abril de 1944) fue un político y diplomático peruano. Fue presidente del Consejo de Ministros (1919) y cuatro veces Canciller (o actualmente ministro de Relaciones Exteriores): 1895, 1898-1899, 1908-1910 y 1919-1920. Fue partidario de Nicolás de Piérola y de Augusto B. Leguía. Defendió con energía los intereses del Perú en una época signada por conflictos limítrofes con todos los países vecinos. Durante su tercer período como canciller (primer gobierno de Leguía) resolvió los conflictos limítrofes con Bolivia y Brasil; luego, al principio del segundo gobierno de Leguía (llamado después el Oncenio), encaró los pendientes con Colombia y Chile, siempre resguardando con tesón los intereses del Perú, pero tras su salida intempestiva de la cancillería sus sucesores firmaron los controvertidos tratados definitivos con ambos países, en 1922 y 1929, respectivamente.

## Biografía
Fue hijo de Melitón Porras Díaz (que fue alcalde de Lima en tiempos de la guerra con Chile) y Virginia Osores Valera. Tras estudiar en el Colegio Nacional Nuestra Señora de Guadalupe, ingresó en 1875 a la Universidad de San Marcos donde se graduó sucesivamente de bachiller, licenciado y doctor en Letras (1879).
Cuando se organizó la defensa de Lima frente el avance de las tropas chilenas, se incorporó a la reserva; y en las filas del batallón N.º 2, participó en la batalla de Miraflores (15 de enero de 1881). Luego reanudó sus estudios superiores hasta graduarse de bachiller (1881), licenciado (1882) y doctor en Ciencias Políticas y Administrativas (1883). También se graduó de bachiller (1881), licenciado (1882) y doctor en Jurisprudencia (1883).
Elegido diputado por la provincia de Acomayo, se incorporó al Congreso Constituyente de 1884 que aprobó el Tratado de Ancón. En 1885 pasó a formar parte de la redacción del diario El Comercio, cuya jefatura ejerció en 1895. El 1 de octubre de 1890 se casó con Eugenia Rosas de la Puente (hija de Francisco Rosas y Mercedes de la Puente). Fue también catedrático adjunto de Literatura Antigua en la Facultad de Letras, de 1892 a 1905. Entre 1892 y 1893 fue elegido senador suplente por el departamento de Cajamarca. En 1893 fue nombrado secretario de la legación en Chile, pero renunció al año siguiente al producirse el controvertido ascenso al poder del coronel Justiniano Borgoño. En 1901 fue elegido diputado por la provincia de Contumazá.
En 1902 fue acreditado como ministro plenipotenciario en Ecuador, donde hizo gestiones para someter el diferendo limítrofe con dicho país al arbitraje del rey de España. Entre 1903 y 1904 fue ministro plenipotenciario en Bolivia, donde logró que las fuerzas bolivianas desocuparan la zona limítrofe que por entonces estaba en disputa. 
En 1911 pasó a ser embajador en Venezuela y luego ministro plenipotenciario en Italia. En 1912 volvió al Perú. En 1915 integró el Concejo Municipal de Lima e inició la reforma de los registros civiles. 
En junio de 1921, Melitón partió hacia Francia, donde residió por largos años. Cuando regresó al Perú, se mantuvo alejado de los asuntos públicos.

## Ministro de Relaciones Exteriores

### 1895 y 1898-1899
Al iniciarse el gobierno constitucional de Nicolás de Piérola, formó parte del gabinete ministerial como ministro de Relaciones Exteriores, cargo que ejerció del 8 de septiembre al 29 de noviembre de 1895, y del 6 de junio de 1898 al 7 de septiembre de 1899. Inició una amplia campaña reclamando la Cuestión de Tacna y Arica, ocupadas ilegalmente por Chile, pues ya había vencido el plazo para la realización del plebiscito que debería decidir su destino final, según lo contemplado en el Tratado de Ancón. Entre 1896 y 1898 fue ministro plenipotenciario en Chile, y en 1901 fue elegido diputado por la provincia de Contumazá.

### 1908-1910
Por tercera vez fue nombrado Ministro de Relaciones Exteriores, esta vez bajo el primer gobierno de Augusto B. Leguía, cargo que ejerció del 25 de septiembre de 1908 al 27 de diciembre de 1910. Este fue un período especial en el cual el Perú tuvo conflictos limítrofes con todos los países vecinos, pero Melitón pudo superar las amenazas de conflictos armados con Ecuador y Colombia, así como concluir los litigios limítrofes con Brasil y Bolivia, y defender la jurisdicción de las autoridades eclesiásticas peruanas sobre las provincias ocupadas por Chile. Pero un episodio en especial se recuerda, el llamado Incidente de la corona, ocasión en la que devolvió una corona de bronce al representante chileno en Lima, quien a nombre de su gobierno había querido ofrendar a la Cripta de los Héroes Peruanos de la Guerra del Pacífico. Melitón procedió así pues consideró que tal gesto no correspondía a los sentimientos del gobierno chileno, que en esos momentos aplicaba una política de chilenización en las provincias peruanas de Tacna y Arica.

#### Moción de censura
A finales de 1910 la milicia boliviana atacó un puesto fronterizo en la zona del Río Manuripi. El día 8 de diciembre, el ministro Porras asistió a una sesión extraordinaria de la Cámara de Diputados. El canciller solicitó que la sesión sea secreta, la cámara acordó por 50 votos contra 30 reunirse en sesión secreta. Los diputados opositores presentaron una moción que deploraba la situación creada la frontera y afirmaban que era la imprevisión ministerial. La moción obtuvo 34 votos a favor y 37 en contra.
Se acordó llamar nuevamente al Ministro el día 9 de diciembre. Según los diarios El Comercio y La Prensa, el ministro exclamó en esta nueva sesión que quería ver si los diputados se atrevían a censurarle. La cámara de Diputados aprobó una moción en la cual expresaba que no queda satisfecha de las explicaciones del Ministro y se solidarizaron con los oficiales caídos. Porras renunció al ministerio.
El historiador Jorge Basadre recoge el episodio de la siguiente manera:

Según expresaron El Comercio y La Prensa el canciller, en la sesión secreta, después de haber afirmado que, si bien el egoísmo le aconsejaba renunciar, el deber le obligaba a quedarse con su portafolio, hizo alarde de que siempre había vencido, lo que produjo las primeras protestas de los diputados. Entonces exclamó "Quiero ver si se atreven a censurarme". Surgió ante estas palabras un enorme barullo. Simultánea o sucesivamente fueron lanzadas las más rudas increpaciones al ministro. Este alcanzó a aclarar su pensamiento . Había querido manifestar ( según dijo ) su seguridad de que oídas sus explicaciones , no podían censurarlo.
Jorge Basadre, Historia de la República del Perú. Vol. 8 p. 3588

### 1919-1920
Por cuarta vez asumió las funciones de Ministro de Relaciones Exteriores al iniciarse el Oncenio de Leguía, desde el 4 de julio de 1919 al 30 de agosto de 1920. Durante su administración el Perú reinició relaciones con Alemania (28 de mayo de 1920) tras la ruptura por el hudimiento del Lorthon.
También desempeñó, entre agosto y diciembre de 1919, la presidencia del Consejo de Ministros. Al igual que en anteriores oportunidades, orientó con notoria energía su labor hacia la reivindicación de Tacna y Arica, territorios peruanos que la intransigencia chilena mantenía en cautividad. Por discrepancias con el gobierno en torno a la disputa sostenida con el poder judicial, renunció a la cancillería. Su sucesor fue Alberto Salomón Osorio, el mismo que firmó el tristemente célebre Tratado Salomón-Lozano, el 24 de marzo de 1922, por el que el Perú cedía a Colombia un inmenso territorio, algo que Melitón Porras jamás hubiera hecho. Su sobrino, Raúl Porras Barrenechea, entonces encargado del Archivo de Límites, intentaría infructuosamente de impedir la ratificación de dicho tratado.